# Gaál Mihály (színművész)
Gaál Mihály; Gál Minya (Ákosfalva, 1791. február 28. – Pest, 1866. április 27.) úttörő színész, súgó.

## Életútja
Iskoláit a marosvásárhelyi kollégiumban járta. 1814-ben lett színésszé. Első állomása Nagykároly volt, Balogh Istvánnál. Hogy szereplőszínész lehessen, kebelbarátjával, Nagy Mózessel (akivel együtt járta a marosvásárhelyi kollégiumot), előbb kortinahúzó volt, majd súgóvá lépett elő, azután mécsesgyujtó lett, amely, tiszteletbeli állásnak külön becéző-nevet adott, elnevezve azt »bablonká«-nak. Ennél a társulatnál működött azon időben Szerdahelyi József, Horváth, Farkas, Vásárhelyi, Győrffy, Kilényi Dávid, Baky Gábor, Szász József, Nagy Pál, Gyulai Samu, Ujfalussy, stb. Ő volt az a mértföldcsizmás gyalogló, aki egy könyvért az egész országon átgyalogolt. Ugyanis Veszprémben Ángyán nevű paptól Herder: »Ideen zur Philosophie der Geschichte der Menschenheit« c. könyvet kölcsön kapta. Egyik pályatársa szemére hányta, hogy a kölcsönkönyvet rajta követelik és hogy azt miért nem adta vissza a papnak. Erre Gaál gyalog elindult Ákosfalváról Veszprémbe, megmutatta a szórakozott papnak a sürgetett könyvet, azt mondva: »Ott van a harmadik soron, a hetedik könyv.« A kérdéses könyv ugyanis teljes épségben ott volt a helyén. A pap erre illendően meg akarta hívni ebédre Gaált, de ő egy-kettőre sebesen elindult; és mint naplójában olvassuk: »egy negyed óra múlva csak tornyait láttam a várbeli püspöki templomnak, úgy siettem, mint a nyúl, kit kopók űzőbe vesznek«. Gaál ritka jellemű, különc ember volt. 47 évig működött a vidéken és soha kocsin nem utazott. A kocsi bérét felvette igazgatójától s gyalog tette meg az utat, mert így hamarabb érkezett meg a kitűzött stációra, mint a szekerek. Nagy tehetségű színésznek nem volt mondható, mindazonáltal néhány szerepét nagy szerencsével játszotta. Különösen kedvelték szép tenorhangon előadott magyar népdalait. 1825-ben szerepelt a pozsonyi országgyűlési előadásokon. Utolsó éveiben gr. Bánffy Miklós és Radnótfáy Sámuel segélyezték. A halált a legnagyobb lelki nyugalommal várta és jó humora végperceiben sem hagyta el. Halála előtti napon megtudván, hogy a szomszédszobában egy gyermek meghalt, tréfásan megjegyezte: »A halál eltéveszté az ajtót, mert bizonyosan hozzám küldték.« Naplóját Balogh István adta ki 1856-ban és Futó János »Gyámbot« c. könyvében. (Pest, 1858. 19., 48. lap.)
Leánya: Gaál Ida, színésznő (férjezett Kendy Gusztávné).

## Fontosabb szerepei
- Kálmán (Soden–Dugonics A.: Bátori Mária)
- Rontó prókátor (Schneider: Ki-ki saját háza előtt seperjen)
- Bikfa (Hensler–Perinet: A prágai két néne)